# جغالو
جغالو، روستایی در دهستان لیلان شرقی بخش شیرین‌کند شهرستان لیلان در استان آذربایجان شرقی ایران است. این روستا، مرکز دهستان لیلان شرقی است.

## جمعیت
بر پایه سرشماری عمومی نفوس و مسکن در سال ۱۳۹۵، جمعیت این روستا برابر با ۴۶۶ نفر (۱۳۸ خانوار) بوده‌است.